# 王锬
王锬（？—？），浙江嵊县人，清朝政治人物。
王锬曾于1686年接替李经正任上海县知县一职，1686年由陈宗泰接任。